# Кун-Даму
Кун-Даму (*д/н — 2370 до н. е. або 2270 роках до н. е.) — малікум (цар-жрець) Ебли в 2400—2370 роках до н. е. (за іншою хронологією панував у 2276—2270 роках до н. е.) Ім'я перекладається як «Підіймись Даму».

## Життєпис
Стосовно часу панування тривають дискусії. За однією версією, що прив'язана до періоду панування Са'уму, царя Марі, з яким малікуми Ебли вели війни. Відповідно до неї Кун-Даму панував після цього маріотського володаря. Згідно з цим час володарювання припадає на 2400—2370 роки до н. е. Відповідно до часу, прив'язаного до протистояння з Аккадською державою часів Саргонідів, то Кун-Даму панував в 2270-х роках до н. е. Також одні вчені відносять Уун-Даму до періоду Першого царства Марі (3000—2300 до н. е.), а інші до Другого царства (2300—2000/1950 до н. е.) Проте цьому протирічить згадка, що Еблу захопили та сплюндрували аккадські війська Саргона Давнього або Нарам-Суена близько 2250 року до н. е. Тому можливо Кун-Даму належавдо Другої династії Першого царства.
Вважається, що Кун-Даму вдало воював проти держави Марі, в якої відвоював землі, втрачені його попередником Ешар-Маліком. Згодом підкорив область з містом Халап, значно просунувшись на північ. Тут прикордонними містами стали Сам'ал і Урса'ум. На півдні просунувся до міста Катна. Встановлено торгівельні відносини змістами Бібл і Угарит. Через біблських купців відбувалася торгівля з Єгиптом, угаритських - Аласією для отримання міді.
Також відомо про культ Кун-Даму, що тривався 30 років. З огляду на це висувається теорія, що Кун-Даму панував 30 років, оскільки малікум Ебли обожнювалися.
Йому спадкував син Адуб-Даму, який панував нетривалий час — від 3 до 6 років. Трон перейшов до іншого сина або онука Іґріш-Халапа.